# سلست كيد
سلست كيد (بالإنجليزية: Celeste Kidd) أستاذة علم النفس في جامعة كاليفورنيا في بيركلي. كانت من بين كاسري الصمت الذين تم اختيارهم كأفضل شخصية للعام في مجلة التايم عام 2017.

## النشأة والتعليم
درست كيد الصحافة المطبوعة واللسانيات في جامعة جنوب كاليفورنيا، حيث حصلت على درجة الشرف المزدوجة في عام 2007. انتقلت إلى جامعة روتشستر لدراساتها العليا، حيث عملت في حقل الدماغ والدراسات المعرفية وحصلت على درجة الدكتوراه في عام 2013. عملت مع ريتشارد أسلين، خبير في تعليم الرضع. شغلت مناصب زائرة في جامعة ستانفورد ومعهد ماساتشوستس للتكنولوجيا.

### الحياة الشخصية
كيد متزوجة من ستيفن بيانتادوسي، وهو متخصص في اللغويات الحاسوبية في جامعة كاليفورنيا في بيركلي.